# رز کریک لژ (آریزونا)
رز کریک لژ (به انگلیسی: Rose Creek Lodge) یک منطقهٔ مسکونی در ایالات متحده آمریکا است که در آریزونا واقع شده است. رز کریک لژ ۱٬۶۴۱ متر بالاتر از سطح دریا قرار دارد.